# نشاط المستهلك

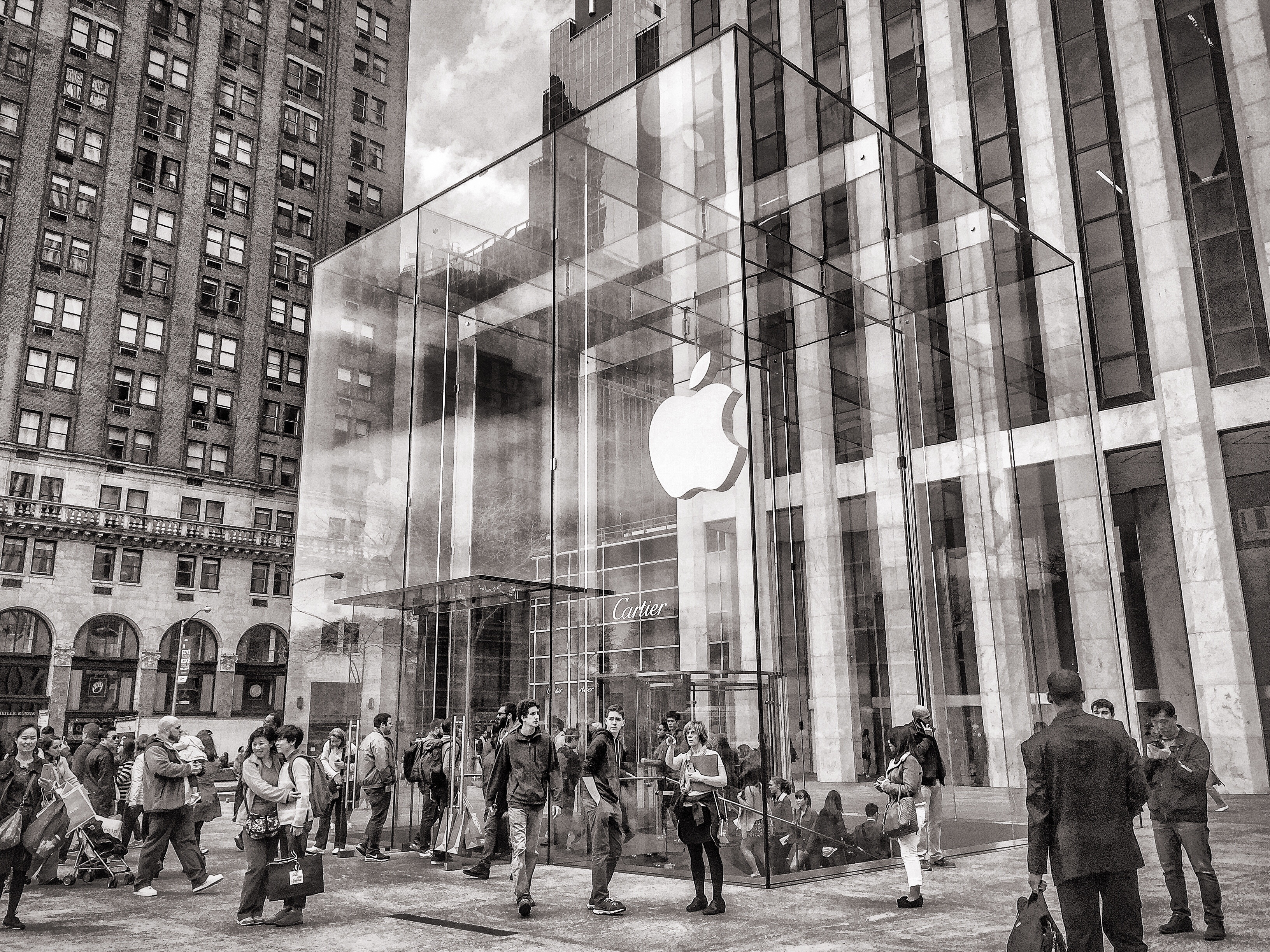
المظهر الخارجي لشركة ابل ، مايو 2015 في مانهاتن، مدينة نيويورك،

نشاط المستهلك هو عملية يسعى الخبراء من خلالها للتأثير على الطريقة التي يتم بها إنتاج السلع أو الخدمات أو توصيلهم.
يحاول كوزينتس وهاندلمان تعريف المفهوم الواسع بأنه حركة اجتماعية تدفع المجتمع للاستهلاك على حساب المصالح التجارية. يشمل نشاط المستهلك كلا النشاطين نشاط نيابة عن المستهلكين من أجل حماية المستهلك ونشاط من قبل المستهلكين أنفسهم. تتشكل النزعة الاستهلاكية من السلوكيات والمؤسسات والأيديولوجيات الناشئة عن التفاعل بين البشر والمواد والخدمات التي يستهلكونها. يهدف نشاط المستهلك إلى عدة أهداف:
- تغيير البنية الاجتماعية للاستهلاك.[4]
- ضمان الحماية الاجتماعية لأصحاب المصلحة.
- تحقيق الرضا للأنا (الذات).[5]
- تسعى لتحقيق العدالة للمستهلك وبيئة العلاقات الاستهلاكية.
- الأغراض والتكتيكات

تضم الأهداف جعل المنتجات والخدمات المتاحة أمام المستهلك أكثر أمانًا وذات جودة أفضل وصديقة للبيئة ومتوفرة على الفور.
يأمل النشطاء والمستهلكون في الحركة أن يتم وضع معايير الأمان والصحة للمستهلكين العاملين. فينبغي أن توفر الدولة الحماية ضد المستفيدين والأمراض والبطالة وتذبذبات السوق. وتتحدى حركات المستهلك النظام الاجتماعي وتحوله بالترويج لأيديولوجيات الاستهلاك آملين أن يحدث تغيرًا دراميًا في الآراء العامة. فالهدف الأسمى هو دفع المستهلكين إلى البحث في الفضيلة الكامنة وراء أصول المنتج الذي اشتروه.
قد تضم التكتيكات التي يتبعها نشطاء المستهلك المقاطعات، وتقديم طلبات للجهات الحكومية والنشاط في وسائل الإعلام وتنظيم مجموعات المصالح.
من نشطاء المستهلك البارزين كارول فورمان ومارك كاسي وريتشارد إم كيسيل وفيرجينا إتش ناوير وإيلين هوتس ورالف نادر وفرانسيس بيركنز ومايكل بيترشك وبيتر أيه بيسير.
من منظمات المستهلك البارزة منظمة المواطن العام واتحاد المستهلكين واتحاد المستهلكين في أمريكا.

## حركات المستهلك عبر التاريخ
يشير عالم الاجتماع «راو» إلى وجود ثلاثة عصور لحركات المستهلك في الولايات المتحدة: حركة مكافحة الغش، وظهور منظمات حماية المستهلك غير الربحية ثم عصر النشاط القانوني. وتعكس أيديولوجية هذه الحركة الاجتماعية أنها بخلاف الحركات الاجتماعية الأخرى من حيث أهدافها وخصومها وأعضائها فجميع ذلك معلن أمام الجمهور ومتوفر ومرئي. وتطورت حركات المستهلك من مجرد كونها شكلاً لمقاومة ممارسات التسويق والممارسات الصناعية. ومن أمثلة ذلك بيع المركبات الخطيرة واستخدام وسائل الإعلام المضللة وظروف العمل غير الإنسانية.

## مفاهيم حركة المستهلك
حسب «توراين» هناك ثلاثة عناصر ضرورية في أيديولوجية الحركة الاجتماعية: الهوية والمعارضة والشمولية. ويقصد بالهوية الهوية الذاتية والجمعية لأعضاء الحركة الاجتماعية. والمعارضة هي تعريف ووصف الخصوم. والشمولية هي تعرييف الأغراض التي يمكن تحقيقها من خلال الصراع. ولقد كان هذا المفهوم مناسبًا للحركات الأخرى، مثل حركات الشواذ والسحاقيين وحركات الحقوق المدنية والحركات الأنثوية.
	لقد استقر الأمر على أن المستهلكين المشاركين في الحركة الاجتماعية هم الأشخاص العاديون، في حين أن النشطاء هم من يقودونهم في الصراع مع المديرين التنفيذين في الشركات وطبقة الأثرياء. فالنشطاء لا يستهدفون فقط الشركات ويحاولون تغيير سلوكياتها، بل يسعون إلى رفع مستوى وعي المستهلكين على المستوى الجمعي بهدف تغيير ثقافة المستهلك.

## تنظيم حركات المستهلك
قد تضم اجتماعات حركات المستهلك تشجيع الأفعال الانعكاسية ومناقشة رؤية النشطاء والجمهور المستهدف لنشاط الاستهلاك ومناقشة الرأسمالية ونشر الفروق بين النشطاء ومعظم الناس. وقد تتعثر بعض الاجتماعات في تحقيق مجموعة الأهداف، مثل تنظيم أنشطة البيان والتركيز على تسريع وتيرة نمو التفكير الانعكاسي حول الاستهلاك. ولقد وجد أن معظم السلوكيات تركز على تعيين معانٍ إيجابية للصحوة تجاه الهوية الجمعية للنشطاء.
يستخدم النشطاء المظاهرات في الحركة الاجتماعية بهدف كسب تأثير سياسي. وإذا ما كسبوا هذا النفوذ، ستتوفر أمام المجموعة فرص سياسية وموارد جديدة يمكن استخدامها لصالحهم. وهذا يسمح بدوره بحشد المزيد من المؤيدين من داخل وخارج المجموعة للتظاهر وتوصيل رسالتهم.

## القيم الروحية
لقد كان معظم النشطاء في مرحلة ما مثلهم مثل غيرهم من البشر الذين يحاولون هم الآن الوصول إليهم للحصول على دعمهم وانتباههم. ويرتبط نمو الوعي الاجتماعي في الغالب بالوعي الروحي. فهذه الآلية تمكن النشطاء من تنحية الذات جانبًا مع ما ترتبط به من مشكلات والسمو لتحقيق شعور بالتواصل مع من حولهم في العالم. فعادة ما يشعر النشطاء بحالات من الانفصال والابتعاد عند المقارنة بينهم وبين غير النشطاء في هذه الحالة. ويمكن استخدام الاستعارات أيضًا للتأكيد على تلك المقارنات.

## الخصم: صفوة الشركات
تسمح القدرة على امتلاك هدف مرئي وواضح وحقير للعدو بتوحيد وحشد النشطاء. ويمكن أيضًا استخدام المصطلحات الدينية، مثل داود وجالوت، للمساعدة في تحفيز الآخرين للمشاركة في الصراع. ويمكن أن يستهدف النشطاء أيضًا شركات متعددة ووصفها بأنها خصم لهم. وتوجد روابط حددها من هم داخل الحركة الاجتماعية بين الإغراءات التي تقدمها الشركات الخصوم وبين ضعف جمهور المستهلكين.

## آراء المستهلكين
يرى بعض النشطاء أن جمهور المستهلكين لا يفكر وجاهل وأفكاره روتينية حيال الاستهلاك. وتصف حسابات النشطاء هؤلاء الأشخاص بأنهم لا يفكرون وغير مستعدين «للنظر» في عاداتهم وأنماط حياتهم. فهم يعتقدون في عدم دمج الأخلاق أو الأفكار الاجتماعية في أسلوب استهلاكهم. ولقد عبر النشطاء أيضًا عن أحاسيس أخرى تجاه المستهلكين من بينها فكرة أن المستهلكين خاضعون للشركات. وقد يوصف النشطاء أنفسهم بأنهم عدائيون ومسيطرون على جمهور المستهلكين.

## المستهلكون باعتبارهم خصومًا
يمتلك جمهور المستهلكين القدرة على الاشتراك في قضية النشطاء. بيد أن أعضاء الحركة الاجتماعية يصفون هذا الجمهور نفسه غالبًا بأنه أناني وكسول. فيستجيب المستهلكون لرسالة الحركة باعتبارها رسالة من الصفوة أو الغيورين جدًا، في حين يفسر البعض تلك الأهداف بأنها محاولات لتقييد اختيارات العامة. ويساعد الحوار بين النشطاء أيضًا في التمييز بين الأعضاء والمستهلكين. فتلك المحادثات قد تشتمل على تركيبات نمطية تساعد في التمييز.

## الانتقادات
غالبًا ما يمثل معارضو نشطاء المستهلك مصالح الشركات التجارية. ولقد قامت بعض الشركات برفع قضايا أمام المحاكم ضد جماعات المستهلكين لعرضها تعليقات سلبية حول منتجاتهم أو خدماتهم. ولقد تم الدفاع بنجاح عن العديد من القضايا باعتبارها ممارسة لـ حرية التعبير. ولقد تم رفض بعض القضايا ضد نشطاء المستهلكين بموجب قوانين مكافحة القضية القانونية الإستراتيجية ضد المشاركة العامة.

## منشورات مختارة
- Friedman M (1995). On Promoting a Sustainable Future Through Consumer Activism. Journal of Social Issues.
- Glickman, Lawrence B. (2009). Buying Power: A History of Consumer Activism in America. University of Chicago Press ISBN 978-0-226-29865-8
- Mayer RN (1989). The Consumer Movement: Guardians of the Marketplace. Twayne Publishing
- Chesler MA (1991). Mobilizing consumer activism in health care: The role of self-help groups - Research in Social Movements, Conflicts and Change.
- Kozinets RV, Handelman JM. Adversaries of Consumption: Consumer Movements, Activism, and Ideology. Journal of Consumer Research Vol. 31 • December 2004.
- Hilton, Matthew (2008). Prosperity for All: Consumer Activism in an Era of Globalization Cornell University Press ISBN 978-0-8014-7507-8

## وصلات خارجية
- The Consumer Activism Project via Whittier University
- Consumer protection website for India
- Stop Wasting Food movement - Denmark's largest non-profit consumer movement against food waste
- Consumer Complaints website- Consumer Protection against exploitation